# Coreografia

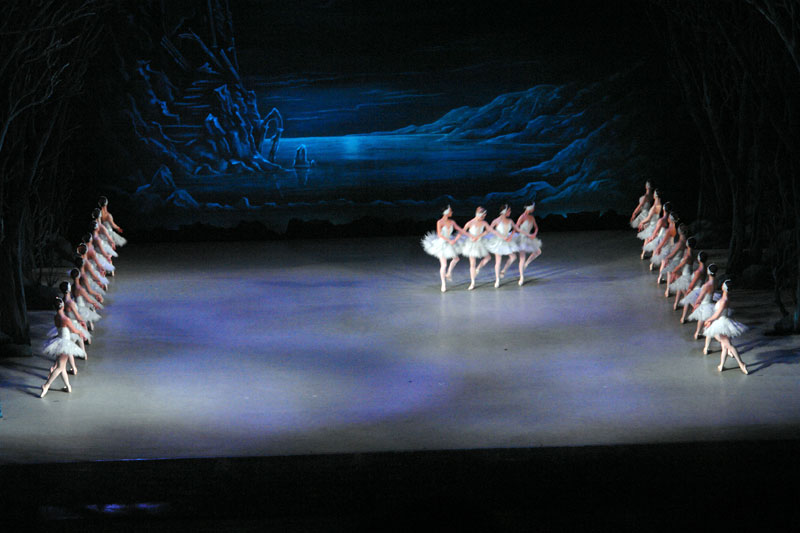
El llac dels cignes

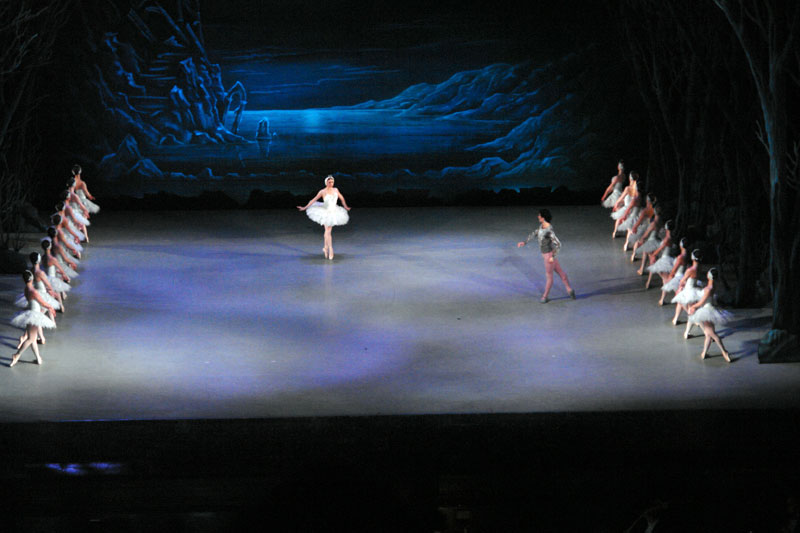
El llac dels cignes

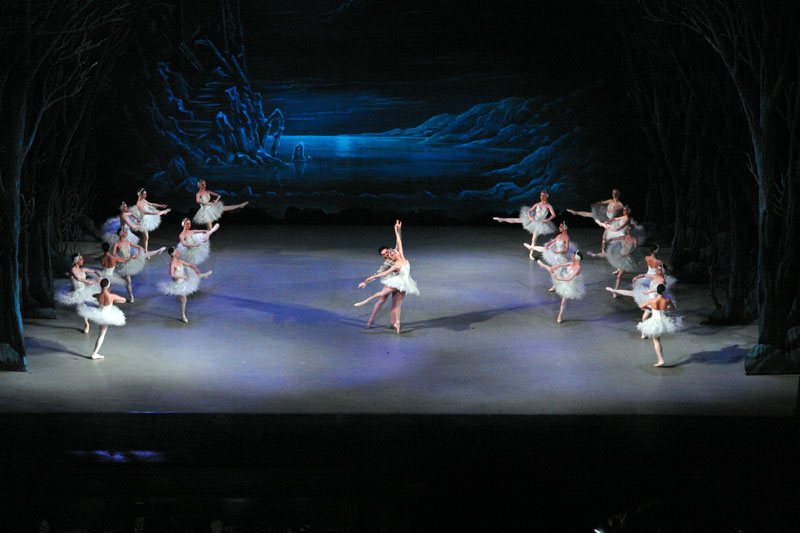
El llac dels cignes

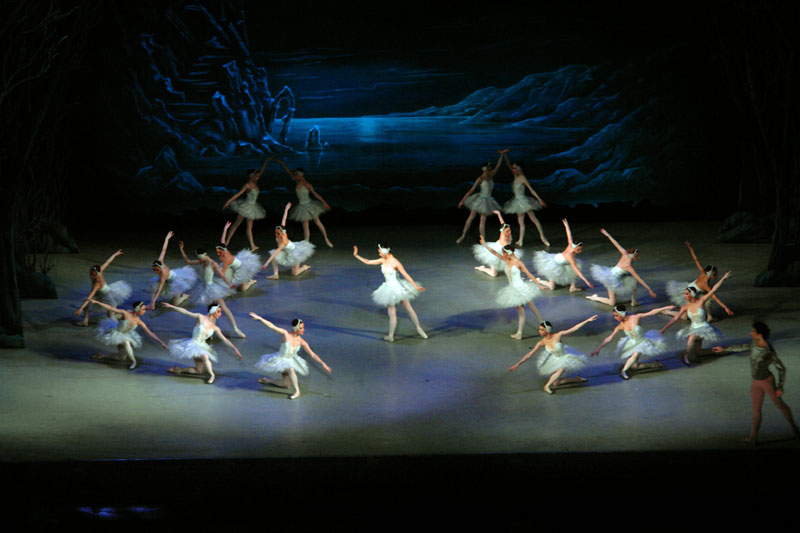
El llac dels cignes

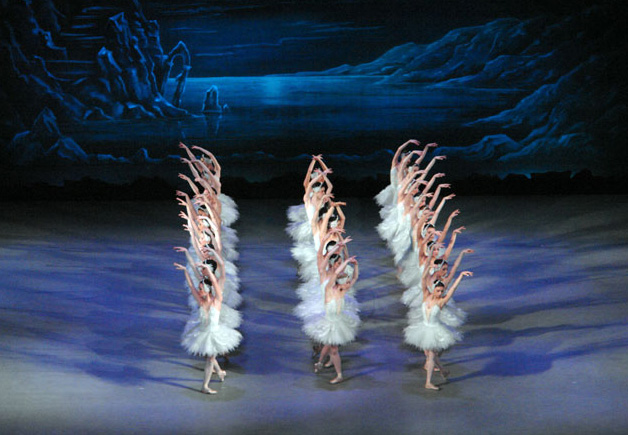
El llac dels cignes

La coreografia és el disseny de moviments i estructures enmig d'una dansa, de forma que es creïn figures, patrons i transicions d'elles amb un efecte estètic més enllà de seguir uns passos prefixats o un ritme concret. En un ball ordinari, en canvi, no coreografiat, els passos s'improvisen al moment, inspirats per la música, l'ambient i els altres. El terme amb l'accepció actual va aparèixer al segle xix però fins als anys 50 del segle xx no es va popularitzar.
La coreografia pot formar part d'espectacles com el ballet, l'òpera, el teatre musical o el cinema musical i també d'alguns esports, com la natació sincronitzada o la gimnàstica rítmica, entre d'altres. També es coreografien esdeveniments de caràcter divers, com presentacions i desfilades de moda, militars, esportives, religioses, etc. i nombrosos rituals. Al teatre i al cinema es coreografien les lluites, combats i persecucions, per exemple. Les salutacions finals dels espectacles d'òpera, dansa i altres als quals apareix un gran nombre de persones a escena, també estan prèviament coreografiats. A la música pop, la coreografia és molt important, tant als concerts com als videoclips.
Una persona que es dedica a muntar coreografies és una coreògrafa. Als Països Catalans, el coreògraf més destacat d'aquests darrers anys ha estat Joan Magriñà.

## Etimologia
La paraula catalana "coreografia" és un compost del grec χορεία (dansa) i γράφω (escriure). La primera versió escrita que es coneix d'aquesta paraula és orquesographie ("orquesografia", en francès), que va aparèixer en 1589 en un manual de dansa de l'època amb aquest nom i escrit pel sacerdot Thoinot Arbeau. Ell va entendre per primera vegada a la dansa com una entitat lingüística, com s'entendria en la modernitat (època moderna), i per això va crear el mot fonent les paraules "orchesis" (dansa) i "graphie" (escriptura).
El sinònim d'orquestografia que s'usa actualment és "coreografia" i la primera vegada que ens consta que està escrit és al manual Choréographie (en català, coreografia), escrit per Raoul-Auger Feuillet l'any 1700. Val a dir que en 1706 John Weaver va escriure An exact and just translation from the French of Monsieur Feuillet (Una justa i exacta traducció del francès del senyor Feuillet), al qual tradueix "choréographie" per "orquesography" i no "choreography", cosa que sembla indicar que al segle xviii la paraula més antiga era encara l'acceptada.

## Origen

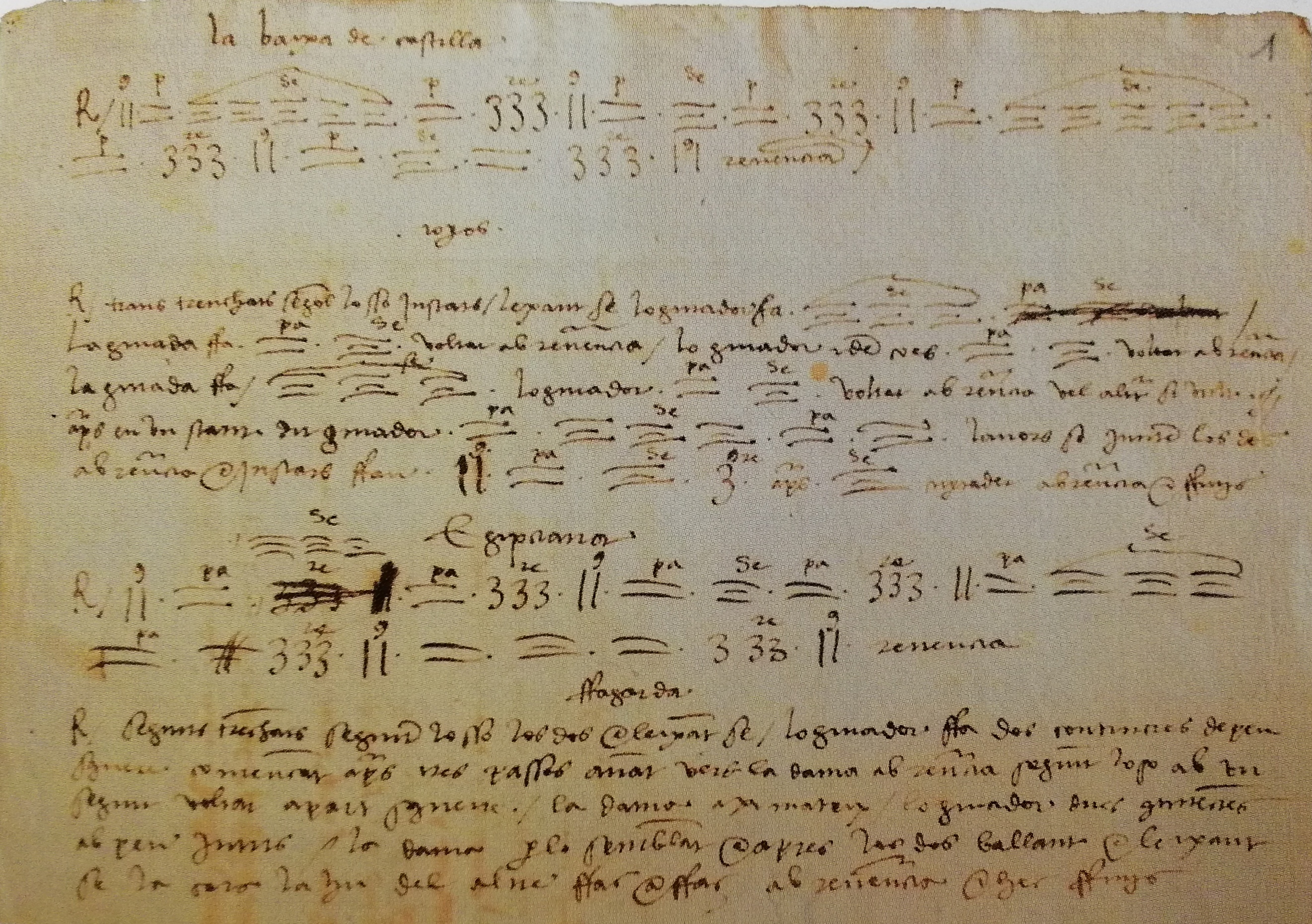
El Manuscrit de Cervera datat cap al 1496 és un dels primers documents coreogràfics de la història de la dansa occidental. Escrit en català i amb veritables signes coreogràfics.

La primera notació coreogràfica, que era encara molt rudimentària, de què hom té notícia és continguda en el Llibre Vermell de Montserrat (vers 1399). Cap al 1496 es va escriure el Manuscrit de Cervera, un dels primers documents coreogràfics de la història de la dansa occidental. Al segle xvi (renaixement), sembla que els primers ballets professionals dels palaus aristocràtics, francesos, anglesos i italians, podien tenir coreografies fixades però avui s'han perdut, i tampoc es coneixen els seus autors. Per deduccions que s'han fet a partir de documents (pintures, novel·les, etc.) d'aquella època, sembla que aquells ballets consistien bàsicament en un passeig o una sèrie de passos que seguien un traçat determinat: les evolucions concloïen sovint formant les lletres de l'alfabet o el nom del rei o del personatge al palau del qual eren executats. El primer que inventà un sistema de notació coreogràfic fou Jehan Tabourot, al mateix segle xvi, i un segle més tard, l'any 1699, va aparèixer el primer tractat sobre coreografia, de nom Choréografie ou l'art de décrire la danse (coreografia o l'art de descriure la dansa), escrit per Raoul Auger Feuillet.
Així, als seus inicis i durant segles, la coreografia en dansa ha estat lligada estretament a la dansa clàssica i el ballet. No va ser fins al segle xx quan les ballarines Loie Fuller i Isadora Duncan van revolucionar el concepte de dansa escènica. Mikhail Fokin, George Balanchine i altres deixebles de Serguei Diaghilev van representar la transició entre la coreografia de dansa clàssica romàntica i la dansa moderna. L'avantguardisme que representaren fou convertit en academicisme en mans dels seus deixebles. Les nord-americanes Martha Graham i Agnes de Mille van desenvolupar la dansa contemporània, de la qual a partir dels anys seixanta han fet evolucionar la tècnica coreògrafs com John Cranko, Merce Cunningham i Pina Bausch. Dintre del pop podem destacar, per exemple, en Michael Jackson.

## Tècniques
En dansa, les coreografies van esdevenir molt estrictes i complexes a partir del Ballet Imperial i dels ballets russos però a partir del segle xx, amb la dansa contemporània, va néixer una altra tendència consistent a fer-les més obertes i improvisades. Actualment hi ha bàsicament dos tipus de coreografies en dansa principals, no excloents, ja que un mateix espectacle pot contenir les dues en diferents moments, o també pot tenir-ne d'altres intermèdies.
En la coreografia planificada el coreògraf imposa a cada ballarí tots els passos, moviments, actituds i expressions, deixant-li molt poc marge relatiu per a crear i expressar la pròpia personalitat.
En canvi, en la coreografia d'improvisació normalment el coreògraf dona una sèrie de directives als ballarins, que usen com a guies per a improvisar els passos i les estructures. No improvisen en l'espectacle, en general, sinó en els assajos. El coreògraf dona la seva opinió, així com poden donar-la altres ballarins sobre ells mateixos o els seus companys, fan modificacions, fixen passos, proven noves alternatives, etc. fins a crear un espectacle al qual en realitat tots han participat en la seva coreografia, cadascú amb el seu estil, i el coreògraf ha tingut un paper de director tècnic i estilístic. Aquestes coreografies poden estar completament tancades en l'espectacle o poden tenir marges menors o majors respecte a alguns moviments. Hi ha moltes tècniques d'improvisació, algunes de les quals s'utilitzen també al teatre o a altres disciplines: per exemple la màquina (un ballarí fa un moviment, que provoca que el següent en faci un altre, i just després un tercer un altre, etc.), el contact improvisation (basada en la reacció o resposta amb el contacte amb el terra i amb els altres ballarins), el pique, pregunta-resposta o contradansa (un ballarí fa una sèrie de moviments i repta altre o altres, que responen repetint-la per demostrar que també poden; després fa una altra sèrie, obté una resposta, etc. pot acabar amb tots fent la mateixa frase o amb una resposta diferent, que fa callar el primer o passar a una altra cosa), etc.